# Cuatro días de mayo
Cuatro días de mayo (Vier Tage im Mai en V. O.) es una película bélica dramática de coproducción alemana-rusa-ucraniana de 2011, dirigida por Achim von Borries.
Su estreno tuvo lugar el 9 de agosto en el Festival de Cine de Locarno sin entrar en concurso.

## Argumento
La trama tiene lugar en la costa Báltica de Pomerania durante los últimos días que precedieron a la capitulación alemana en mayo de 1945. Una unidad del Ejército Rojo formada por siete hombres y comandados por un capitán conocido como "Dragón" (Alexei Guskov) es enviada a una misión de reconocimiento en la que deben vigilar la retirada de los oficiales nazis en la zona. Dicho destacamento se aloja en un orfanato femenino regentado por Luise (Petra Kelling). Al mismo tiempo, un destacamento de la Wehrmacht acepta las condiciones de rendición por parte de las fuerzas británicas y esperan ser evacuados por mar hasta Dinamarca. Ambos bandos admiten que la guerra ha llegado a su fin y ninguno de los contendientes quiere involucrarse, sin embargo, Peter (Paul Wenzel), un huérfano adoctrinado en la tradición nacionalsocialista de "no rendirse" se muestra hostil ante un enemigo que ya no combate, sino que intenta convencerle de manera paciente que abandone su actitud agresiva.

## Reparto
- Paul Wenzel es Peter.
- Alexei Guskov es Capitán Kalmykov "Dragón".
- Ivan Shvedov es Trubitsin.
- Grigori Dobryguin es Fedyunin.
- Andrei Merzlikin es Gray.
- Sergei Legostaev es Ivanov.
- Merab Ninidze es Mayor.
- Gerald Alexander Held es Coronel Wald.
- Martin Brambach es Tte. Wendt
- Angelina Henchy es Anna.
- Petra Kelling es Luise.
- Gertrud Rull es Baronesa Maria von Lewennov.

## Veracidad
El productor y actor principal: Alexei Guskov se inspiró en una obra de Dmitry Faust, el cual cuenta se centra en el caso del Marshal soviético Kirill Moskalenko. En él se describe cómo tropas germanas ayudaron a una pequeña unidad del Ejército Rojo en la defensa de una mujer alemana que estuvo a punto de ser violada por un Mayor de nacionalidad rusa que aparentemente estaba embriagado. La plausibilidad de la historia quedó sustentada por la revista rusa Rodina. Sin embargo, Boris Sokolov, quien trabajara en dicha publicación puso en tela de juicio al propio Faust. Otros historiadores declararon que su relato era "completamente falso" y que los archivos históricos desmienten que sucediera. Uno de ellos: Aleksei Isaiev afirmó que "Faust escribió sobre la Hermandad del arma" en la isla de Rügen.